# John G. Dow

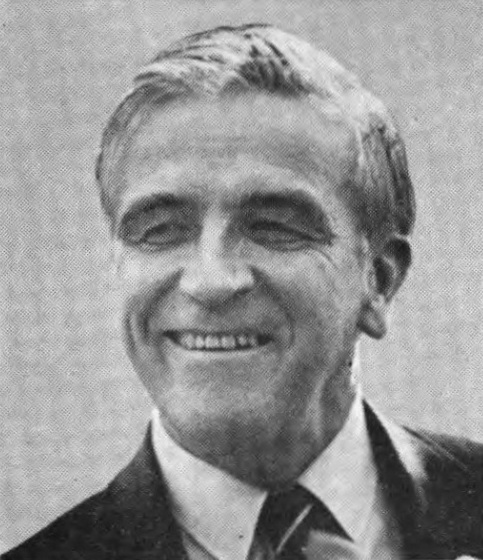
John G. Dow

John Goodchild Dow (* 6. Mai 1905 in New York City; † 11. März 2003 in Suffern, New York) war ein US-amerikanischer Politiker. Zwischen 1965 und 1969 sowie zwischen 1971 und 1973 vertrat er den Bundesstaat New York im US-Repräsentantenhaus.

## Werdegang
John Goodchild Dow besuchte öffentliche Schulen in Canton (Massachusetts). Er machte seinen Bachelor of Arts 1927 am Harvard College in Cambridge und seinen Master of Arts 1937 an der Columbia University in New York City. Zwischen 1929 und 1964 arbeitete er als Systemanalytiker für Großunternehmen. Ferner war er zwischen 1950 und 1964 Direktor der Zivilverteidigung in Grand View. 1964 hatte er den Vorsitz im Zoning Board of Appeals in Grand View. Er kandidierte 1954 und 1956 erfolglos für einen Sitz in der New York State Legislature.
Politisch gehörte er der Demokratischen Partei an. Bei den Kongresswahlen des Jahres 1964 für den 89. Kongress wurde Dow im 27. Wahlbezirk von New York in das US-Repräsentantenhaus in Washington, D.C. gewählt, wo er am 4. Januar 1965 die Nachfolge von Katharine St. George antrat. Er wurde einmal wiedergewählt. Bei seiner erneuten Kandidatur 1968 erlitt er eine Niederlage und schied dann nach dem 3. Januar 1969 aus dem Kongress aus. Während seiner Kongresszeit nahm er 1968 als Delegierter an der Democratic National Convention in Chicago teil. Er war Staff Assistant im Kongress. 1970 kandidierte er für den 92. Kongress. Nach einer erfolgreichen Wahl trat er am 4. Januar 1971 die Nachfolge von Martin B. McKneally an. Er erlitt bei seiner erneuten Kandidatur 1972 eine Niederlage und schied dann nach dem 3. Januar 1973 aus dem Kongress aus. Seine Kandidatur 1974 war ebenfalls erfolglos.
Nach seiner Kongresszeit war er zwischen 1976 und 1982 stellvertretender Direktor im New York State Comprehensive Employment Training Act Program. Während dieser Zeit gründete er 1980 Americans Against Nuclear War. 1982 kandidierte er erfolglos für die Nominierung für den 98. Kongress. Er verstarb am 11. März 2003 in Suffern.